# Krivični populizam
Krivični populizam, ili Kazneni populizam (eng. Penal populism), je političko-društveni proces preko kojeg se glavne političke partije i njihovi političari takmiče jedni sa drugima da bi bile "oštre prema kriminalu" obećavajući pojednostavljena rešenja za suzbijanje kriminaliteta koja će se svideti što većem broju ljudi. Najčešće je povezan sa javnim mišljenjem da je kriminal van kontrole i ima tendenciju da se manifestuje za vreme izbora kada političari iznose svoju oštru politiku koja bi smestila više prestupnika u zatvor pre donošenja presude i iziskivala duže kazne. Krivični populizam obično izaziva razočarenje kod jednog dela društva - žrtava zločina i njihovih predstavnika - koji veruju da su izostavljeni, ili jednostavno zaboravljeni, zbog sudskih procesa koji se više fokusiraju na osuđenike. To vodi krivičnoj politici napravljenoj da osvoji glasove pre nego da smanji kriminal ili promoviše pravdu.

## Poreklo termina
Prema mišljenju profesora John Pratta, kriminologa sa Viktoria Univerziteta u Wellengtonu i internacionalnih vlasti za krivični populizam, originalni koncept je započet u radu Ser Anthony Bottoms-a kriminologa sa Univerzitet u Cambridgeu. 1995. godine Ser Antony je skovao termin "populističko kažnjavanje" da opiše jedan od glavnih uticaja koje je video u radu savremenog krivičnog pravosuđa i kaznenih sistema. Namera je bila da se prenese pojam političkog tapkanja isključivo u njihove vlastite svrhe, za šta je verovao da je kazneni stav javnosti za svakoga ko počini zločin. Termin se promenio u "krivični populizam" kada kada je profesor Julian.V. Roberts (Univerzitet u Oksfordu) tvrdio da " krivični populisti omogućavaju izbornu prednost politike kako bi imali prednost nad njihovom kaznenom efikasnošću."
U Francuskoj, ovaj koncept je popularizovao Denis Salas, sudija i univerzitetski kolega, koji je definisao kao "saosećajan diskurs prema žrtvama" koji vodi izvrtanju pravde. Salas kaže da je u Francuskoj krivični populizam vodio preplavljenošću novim zakonima napravljenim da dostignu nerealne ili utopijske ciljeve - društvo gde ne postoji nikakav rizik. On je rekao da su mnogi novi krivični zakoni odobreni što može biti povezano sa njihovim uticajem na javno mišljenje, pre nego na stvarnu efikasnost smanjenja kriminala.
U Srbiji, o krivičnom populizmu su pisali Zoran Stojanović i Đorđe Ignjatović, a sudija dr Miodrag Majić se takođe istakao kao veliki protivnik ove prakse.

## Teorije zastrašivanja
Osnovni pozivi za snažniji pristup kriminalu je verovanje u teoriju zastrašivanja - što je strožija kazna za određenog prestupnika, manja je verovatnoća da će ljudi počiniti taj isti zločin.
Verovanje u teoriju zastrašivanja takođe zahteva verovanje u sposobnost potencijalnih prestupnika da prave racionalne izbore. 'Teorija racionalnog izbora' objašnjava da pojedinac pravi listu razloga "za" i "protiv" pre nego što preduzme bilo koju radnju, uključujući i izvršavanje zločina, pa prema tome teža propisana kazna (u kombinaciji sa procenom verovatnoće da budu uhvačeni) stvara više razloga "protiv" koji efikasnije odvraćaju racionalne osobe od vršenja krivičnih dela. Međutim, dokazi ukazuju da povećanje težine kazne nema isti zastrašujući uticaj na kriminal koje povećanje izvesnosti kazne ima. Očigledno da će povećanje težine kazne imati manji uticaj na ljude koji ne veruju da će biti uhapšeni za svoje postupke. Primera radi, ako je potencijalni prestupnik potpuno siguran da neće biti uhvaćen zbog krivičnog dela, njemu je nevažno da li je za to krivično delo propisana zatvorska kazna od 2 godine ili od 20 godina. Još manje uticaja ima samo povećavanje relativnog maksimuma kazne za određeno krivično delo - npr. ako bi za jedno delo umesto kazne zatvora od 1 do 5 godina bila propisana kazna zatvora od 1 do 10 godina.
Studija kanadskog kriminologa Paul Gendraua prikazuje rezultate 50 različitih studija efekta zastrašivanja od zatvoreništva koji uključuje preko 300.000 presutpnika. U izveštaju se navodi: "Ni jedna od analiza nije navela zatvorenike da smanje recidivizam. Stopa recidivizma za prestupnike koji su bili kažnjeni sankcijama od strane zajednice je bila slična. Sve u svemu, duže kazne nisu povezane sa smanjivanjem redicivizma. Zapravo, dokazano je suprotno. Duže kazne su bile povezane sa povećanjem redicivizma za 3%. Ovo saznanje ukazuje podršku (suprotnoj) teoriji da zatvor može služiti kao "škola za zločin", tj da kazna zatvora podstiče određene prestupnike da čine još zločina nakon izlaska na slobodu.

## Uspon pokreta žrtava
Do 60-ih godina XX veka krivična pravda je u zapadnjačkim demokratijama uključivala pre svega samo dve strane, državu i prestupnike. Uspon pokreta žrtava u drugoj polovini XX veka uključuje nove, a do sada uveliko zaboravljene, igrače u arenu pravde. U početku grupe žrtava su pružale podršku i savetovanje žrtvama zločina, dok je država počela da obezbeđuje finansijsku pomoć i restituciju. Kako je pokret postajao sve organizovaniji, stavovi grupa žrtava su postali institucionalizovani kroz spektar mehanizama kao što su uticaj izjava žrtava i umešanost žrtava u rasprave glavnih odbora. U Sjedinjenim Američkim Državama notifikacione šeme kao što je Meganin zakon, koji zhateva od vlasti da informacije koje se tiču seksualnih prestupnika budu dostupne u javnosti, takođe je bio deo procesa.
Grupe kao što su Ujedinjeni građani za bezbednost i pravdu u Kanadi, Pravda za sve u Sjedinjenim Američkim državama i Sensible Sentencing Trust na Novom Zelandu su često bile oštre i bučne iako njihovi potparoli generalno predstavljaju samo manjinu žrtava kriminala – obično one u senzacionalnim slučajevima ubistava. Takve grupe se oslanjaju na populističke apele na ‘zdrav razum’ pre nego na dokaze, istraživanja i analize – što ih čini privlačnim za senzacionalni pristup sve više usvojen od strane medija. 

## Uloga medija
Uloga medija je ključna u oblikovanju percepcija o nivou krivičnih dela u društvu i promovisanja populističkih ideja. Pogotovo u Anglo-Saksonskim državama, tabloidi imaju običaj da se fokusiraju na priče o nasilnim zločinima, pogotovo kada u njima postoje jezive ili neobične okolnosti. U Britaniji, obimna pokrivenost data o ubicama desetogodišnjeg James Bulger je tipičan primer. Na Novom Zelandu, dvanaestogodisnji Bailey Junior Kurariki je dobijao godinama sličnu medijsku pažnju posle njegovog učesća u smrti Michael Choy-a, koji je bio pretučen na smrt dok je dostavljao picu. 
Pofesor Pratt tvrdi da način na koji kazneni populizam stupa na snagu je kroz niz zakonskih i ustavnih lobi grupa koje koriste ovakva visoko profilna ubistva kako bi proizveli strah i zahtevali oštrije kazne. Ishod je da tabloidi, radioprogrami sa uključenjem, desničarski trust mozgova, organizacije žrtava i neki šefovi policije koji su evangelisti šire poruku da je rešenje za kriminal 'bez tolerancije'. Kako ove grupe dobijaju pristup medijima, postale su sve uticajnije u vladi.
Nove tehnologije, uključujući socijalne medije su takođe imale ulogu. Sve informacije su ukratko saopštene u 'audio isečcima' tako da postane nešto između informacije i zabave. To čini 'vesti' više podložne pojednostavljenim i populističkim objašnjenjima na račun više detaljnih analiza i naizgled nepojmljivih mišljenja akademika i eksperata. Pratt tvrdi da kao posledica, uticajnih akademika, viših državnih službenika, kaznenih reformnih grupa i sudija koji kolektivno čine 'krivično-pravnu ustanovu' je u stalnom padu.

## Generisanje straha od kriminala
Mediji omogućavaju zabrinutim građanima da pristupe slikama kriminalnih događaja - počinioca, žrtava, motiva, i senzacionalnim detaljima nasilnih krivičnih dela; međusobna komunikacija i socijalne mreže doprinose širenju tih informacija. Strah se može pojaviti ako se pojedinac poistovećuje sa opisanom žrtvom, ili oseća da njegov vlastiti komšiluk ima sličnost sa opisanim; onda se slika generalnog rizika može promeniti, personalizovati i prevesti u brigu o ličnoj sigurnosti. Medije nekada izveštavaju o strahu i kriminalu kroz širu zabrinutost o propadanju komšiluka, gubitku moralnog autoriteta i raspada uljudnosti i društvenog kapitala.
Često postoji znatna razlika između percipiranog rizika od postajanja žrtve nekog krivičnog dela i statističke verovatnoće za isto. Međutim, slušati nekog ko je bio žrtva ili dobijati informacije o tome preko medija povećava percepciju rizika viktimizacije kod javnosti. U nekim zapadnjačkim zemljama, reportaže o kriminalu predstavljaju 25% medijskog pokrića. Formacijom povratne sprege "straha od kriminala" utiče se na to da veći broj stanovnika bude anketirano kao uplašeni, veći broj politicara može upotrebiti "strah od kriminala" kao politički problem, što tu spregu zapravo i održava.

## Uticaj na zatvorsku populaciju
U zemljama u kojima se javlja kazneni populizam, vrlo često se vidi povećanje zatvorske populacije. Prema prof. John Pratt-u (sa univerziteta u Wellengtonu), države kao što su Novi Zeland, Velika Britanija, i Sjedinjene Američke Države pogotovu, su doživele uticaj krivičnog populizma.
Robert izveštava da je krivični populizam takođe imao i znatni uticaj na Kanadu i Australiju.
Tokom poslednjih 25 godina, zatvorska populacija u ovim državama se znatno povećala uprkos masovnom poricanju prijavljenih krivičnih dela, koji su evidentni i prema zavedenim statistikama, a i izveštajima žrtava. U SAD na primer, stopa zatvorenika se drastično povećala bez obzira na NCVS (nacionalni kriminalni viktimizacioni izveštaj)  podnet 2007. god u kom se vidi da je stopa krađe imovine i nasilnih krivičnih dela bila najmanja još od 1973. god. U Engleskoj i Velsu, između 2006. i 2008. godine, zatvorska populacija povećala se za 7% uprkos BCS (Britanskom kriminalnom izveštaju) koji otkriva da je 2008. godine stopa kriminala bila najniža još od 1981. godine kad je izveštaj žrtava prvi put objavljen.
U Novom Zelandu zatvorska populacija se povećala sa 60 u 100,000 ljudi 1950. godine do skoro 200 od 100,000 ljudi u martu 2011. godine. Dramatična eskalacija zatvorenika od početka 2000-ih godina prouzrokovala je izgradnju 5 novih zatvora. Ovo se dogodilo u vreme kada je stopa kriminala Novog Zelanda padala i broj ubistava se iz godine u godinu polovio.